# Художественная галерея
Худо́жественная галере́я — пространство, предназначенное для демонстрации изобразительного искусства. Выставленные произведения часто предлагаются на продажу. Иногда художественными галереями называются художественные музеи (см. музей).

## Определение
Термин художественная галерея в России используется достаточно широко, однако этим словом обозначаются различные явления. Художественная галерея музейного типа, помимо экспонирования произведений искусства предполагает наличие собственного художественного фонда (коллекции), а также его сохранение и изучение (научную деятельность), например Государственная Третьяковская галерея. При этом в музее могут быть оборудованы залы для проведения периодических выставок, экспонироваться фонды других галерей, произведения современных авторов. Галереи выставочного типа (выставочные залы и центры) не имеют собственных фондов, постоянно действующей экспозиции, не нацелены на сохранение и изучение произведений искусства, но предоставляют свои площади для проведения выставок.
Галереи смешанного типа могут совмещать признаки как музея, так и выставочного зала.
Некоторая неоднозначность в использовании термина «художественная галерея» существует также и в других странах мира, где художественной галереей может быть назван даже интернет-магазин, торгующий репродукциями работ известных авторов.

## Галереи современного искусства
В 90-е годы XX века в России сформировались галереи современного искусства, которые предлагают посетителям познакомиться с работами различных авторов, а также осуществляют прямые продажи этих работ непосредственно в галерее. С появлениям арт-рынка ряд российских галерей современного искусства объединили свои усилия по продаже работ в едином пространстве Винзавода: Айдан галерея, Галерея «Риджина», Галерея Марата Гельмана и XL Галерея и др.
К середине 2000-х термином художественная галерея начали пользоваться также редкие в России artists-run-spaces (самоорганизованное выставочное пространство).